# Poecile
Poecile – rodzaj ptaków z rodziny sikor (Paridae).

## Zasięg występowania
Rodzaj obejmuje gatunki występujące w Eurazji i Ameryce Północnej.

## Morfologia
Długość ciała 11–15 cm; masa ciała 7–19 g.

## Systematyka
Rodzaj zdefiniował w 1829 roku niemiecki paleontolog i przyrodnik Johann Jakob Kaup w publikacji swojego autorstwa o tytule Skizzirte Entwickelungs-Geschichte und natürliches System der europäischen Thierwelt. Kaup nie wskazał gatunku typowego; w ramach późniejszego oznaczenia w 1842 roku brytyjski ornitolog George Robert Gray na typ nomenklatoryczny wyznaczył sikorę ubogą (P. palustris).

### Etymologia
- Poecile (Poecila, Paecila, Poikilis, Poecilia, Poekilis): gr. ποικιλος poikilos „kolorowy”[15].
- Penthestes (Pentestes): gr. πενθητηρ penthētēr „żałobnik”, od πενθος penthos „smutek, żal”[16]. Typ nomenklatoryczny: tylko rycina, Reichenbach nie wskazał gatunku typowego; George Robert Gray w 1855 roku w ramach późniejszego oznaczenia jako typ nomenklatoryczny wskazał Parus niger Vieillot, 1818[17] (obecnie umieszczany w rodzaju Melaniparus) jednak głowa przedstawiona na rycinie zdecydowanie nie należy do tego gatunku; Carl Eduard Hellmayr w 1934 roku jako typ nomenklatoryczny wyznaczył Parus lugubris Temminck, 1820[18].
- Phaeopharus (Phaeoparus): gr. φαιος phaios „mroczny, brązowy”; φαρος pharos „płaszcz”[19]. Typ nomenklatoryczny: Parus palustris Linnaeus, 1758.
- Poeciloides: rodzaj Poecile Kaup, 1829 (sikora); gr. -οιδης -oidēs „przypominający”[20]. Typ nomenklatoryczny: Poecile superciliosa Przevalski, 1876.

### Podział systematyczny
Do rodzaju należą następujące gatunki:
- Poecile superciliosus (Przevalski, 1876) – sikora białobrewa
- Poecile lugubris (Temminck, 1820) – sikora żałobna
- Poecile davidi Berezovski & Bianchi, 1891 – sikora cynamonowa
- Poecile palustris (Linnaeus, 1758) – sikora uboga
- Poecile hyrcanus Sarudny & von Loudon, 1905 – sikora perska
- Poecile hypermelaenus Berezovski & Bianchi, 1891 – sikora czarnobroda
- Poecile montanus (Conrad, 1827) – czarnogłówka
- Poecile weigoldicus (O. Kleinschmidt, 1921) – sikora syczuańska
- Poecile carolinensis (Audubon, 1834) – sikora karolińska
- Poecile atricapillus (Linnaeus, 1766) – sikora jasnoskrzydła
- Poecile gambeli (Ridgway, 1886) – sikora górska
- Poecile sclateri (O. Kleinschmidt, 1897) – sikora meksykańska
- Poecile cinctus (Boddaert, 1783) – sikora północna
- Poecile hudsonicus (J.R. Forster, 1772) – sikora kanadyjska
- Poecile rufescens (J.K. Townsend, 1837) – sikora brunatna